# Siddi
Siddi là một đô thị ở tỉnh Sud Sardegna trong vùng Sardegna của Ý, cách khoảng 50 km về phía tây bắc của Cagliari và khoảng 11 km về phía bắc của Sanluri. Tại thời điểm ngày 31 tháng 12 năm 2004, đô thị này có dân số 784 người và diện tích là 11 km².
Siddi giáp các đô thị: Baressa, Collinas, Gonnoscodina, Gonnostramatza, Lunamatrona, Pauli Arbarei, Ussaramanna.